# Oleksij Danilov
Oleksij  Mjačeslavovyč Danilov (ukrajinsky Олексій Мячеславович Данілов; * 7. září 1962, Krasnyj Luč, Luhanská oblast, Ukrajinská SSR) je ukrajinský politik, od října 2019 do března 2024 působil jako tajemník Rady národní bezpečnosti a obrany Ukrajiny.

## Život
V roce 1981 ukončil ve Starobilsku v ukrajinské Luhanské oblasti středoškolské vzdělání v oboru veterinární medicíny. V Luhansku, tehdy zvaném Vorošilovgrad, pak začal pracovat jako veterinář. V letech 1987 až 1991 provozoval soukromou veterinární praxi. Následující tři roky se věnoval podnikání.
V roce 1994 se stal starostou Luhansku. Bylo mu 31 let a byl tak nejmladším starostou města v jeho historii. Funkci zastával do roku 1997. V parlamentních volbách v následujícím roce se neúspěšně pokoušel dostat do ukrajinského parlamentu.
V roce 1999 vystudoval na Univerzitě v Luhansku učitelství historie. O rok později získal magisterský titul v managementu na Východoukrajinské národní univerzitě Vladimira Dala. Téhož roku zakončil také studium práv na Luhanské státní univerzitě vnitřních vztahů.
Od února do listopadu 2005 byl guvernérem Luhanské oblasti. V roce 2006 byl zvolen do ukrajinského parlamentu za Blok Julije Tymošenkové. Ve volbách následujícího roku se neúspěšně pokoušel o znovuzvolení.
Od července do října 2019 zastával funkci zástupce tajemníka ukrajinské bezpečnostní rady, od 3. října 2019 byl jejím tajemníkem. Předsedou rady je prezident Volodymyr Zelenskyj, který Danilova 26. března 2024 odvolal z funkce, důvod oznámen nebyl. Danilova nahradil Oleksandr Lytvynenko, který byl od července 2021 šéfem Služby vnější rozvědky.